# Ruta europea E6
La Ruta europea E06  es una carretera que forma parte de la red internacional europea. Es la vía principal norte-sur de Noruega, y la que recorre la costa suroeste de Suecia (cerca de Kattegat).

## Características
La E6 comienza en el extremo sur de Suecia, en Trelleborg. Recorre la costa sueca en forma paralela a los estrechos de Gran Belt y Kattegat, hasta adentrarse en territorio noruego sobre el estrecho Svinesund. La vía continúa transversalmente en ese país en casi todo su territorio hacia el norte, hasta llegar a la Laponia noruega. La ruta finaliza en Kirkenes cerca de la frontera rusa. Su longitud es de 3.140 km (1950 millas), lo que la convierte en una de las más largas de la red europea.
Esta carretera se llamaba E6 en el antiguo sistema de carreteras "E" antes de 1985 y anteriormente continuó a Roma. Se le dio el número E47 (pero no señalizado) en el nuevo sistema en la mayor parte de la parte escandinava (Helsingborg-Olderfjord), y E6 solo para la parte más septentrional 460 kilómetros (290 millas) (de Olderfjord en Finnmark). Después de una negociación política a toda la parte escandinava se le dio el número E6, también en el nuevo sistema que se introdujo en Escandinavia 1992.
De sur a norte, E6 sigue la ruta Trelleborg, Malmö, Helsingborg, Halmstad, Gotemburgo, Svinesund en Suecia, después de cruzar la frontera con Noruega, donde la carretera pasa por Halden, Sarpsborg, Musgo, Oslo, Gardermoen, Hamar, Lillehammer, Dombås, Oppdal, Melhus, Trondheim, Stjørdal, Verdal, Steinkjer, Grong, Mosjøen, Mo i Rana, Saltdal, Fauske, luego hasta Hamarøy en un ferry desde Bognes a Skarberget y de allí a través de Narvik, Setermoen, Nordkjosbotn, Skibotn, Alta, Olderfjord, Lakselv, Karasjok, Varangerbotn y Kirkenes, donde la carretera termina justo al este del centro de la ciudad.
Las dimensiones de la carretera E6 son muy variables, de acuerdo a la topografía. Inicialmente, consiste de una autopista de 2 + 2 carriles desde Trelleborg hasta Kolomoen al sur de Hamar, en unos 690 kilómetros de recorrido. La autopista E6 sueca y parte de la noruega hasta Kolomoen se completaron en 2015. Esta autopista también está conectada con el centro de Europa de una forma ininterrumpida por la autopista E20. 
Algunos tramos más al norte también poseen cuatro carriles de dimensiones estándar. El resto de la carretera es la tradicional de montaña, por lo general,  de 6-10 m de ancho. Algunas partes más inaccesibles del norte de Noruega son de menos de 6 m (20 pies) de ancho, por lo que resulta muy estrecha cuando los vehículos pesados se encuentran en direcciones opuestas. También es  muy sinuosa en muchos tramos debido a la complicada topografía noruega, al menos en la mitad norte, después de Trondheim. Posterior a esa ciudad, la carretera E6 pasa por laderas de montañas nevadas o desprovistas de toda vegetación y por  unas pocas poblaciones en Noruega. En el invierno las condiciones meteorológicas a menudo pueden ser tan duras allí (tormentas de nieve) que debe estar cerrada temporalmente por seguridad.
Entre Svinesund y Narvik hay peajes electrónicos en más que 100 lugares. Este sistema de peaje electrónico supone que todos los usuarios de la Ruta Europea 6 tengan smartphone y tarjeta de crédito, para poder pagar sus peajes por el sitio web www.Autopass.no de la administración pública de carreteras de Noruega. No hay ningún lugar donde se podría pagar su peaje en dinero líquido. Tampoco se pueda escapar del peaje por carreteras paralelas. Algunos extranjeros no entienden porqué una carretera que no es una autopista pueda ser una carretera con peaje. Otros se quejan que los precios del peaje constituyan una trampa, porque las tarifas del peaje en ciudades como Oslo y Trondheim suelen variar según hora de viaje y clase ambiental del vehículo, tal que nadie pueda calcular anteriormente el valor total del peaje para un viaje de la frontera con Suecia hasta Nordkapp (Cabo Norte). El nombre de multas para peajes no pagados queda desconocido. 
Entre Trelleborg y Kirkenes, hay 3.140 km por la E6, pero este viaje resulta de ser 800 km (500 millas) más corta si se  utilizara la E4 y la E75 en conjunto, siendo el desvío más largo que tiene cualquier otra ruta europea. Especialmente desde Finnmark hay varias opciones entre dos lugares de la E6 que son más cortos que cualquier otra vía terrestre.
Un corrimiento de tierra ha destruido la autopista entre Oslo y Göteborg, al nivel de Stenungsund, en septiembro 2023.  La reconstrucción de la Ruta Europea E6 tomará hasta el fin del año 2024, según un plan publicado en febrero de 2024. Al final de junio de 2024, Trafikverket anunció la reabertura de la autopista E6 para la mañana del 5 de julio de 2024, varios meses antes del plan de reconstrucción previsto.  